# پوشاک گربه‌ای

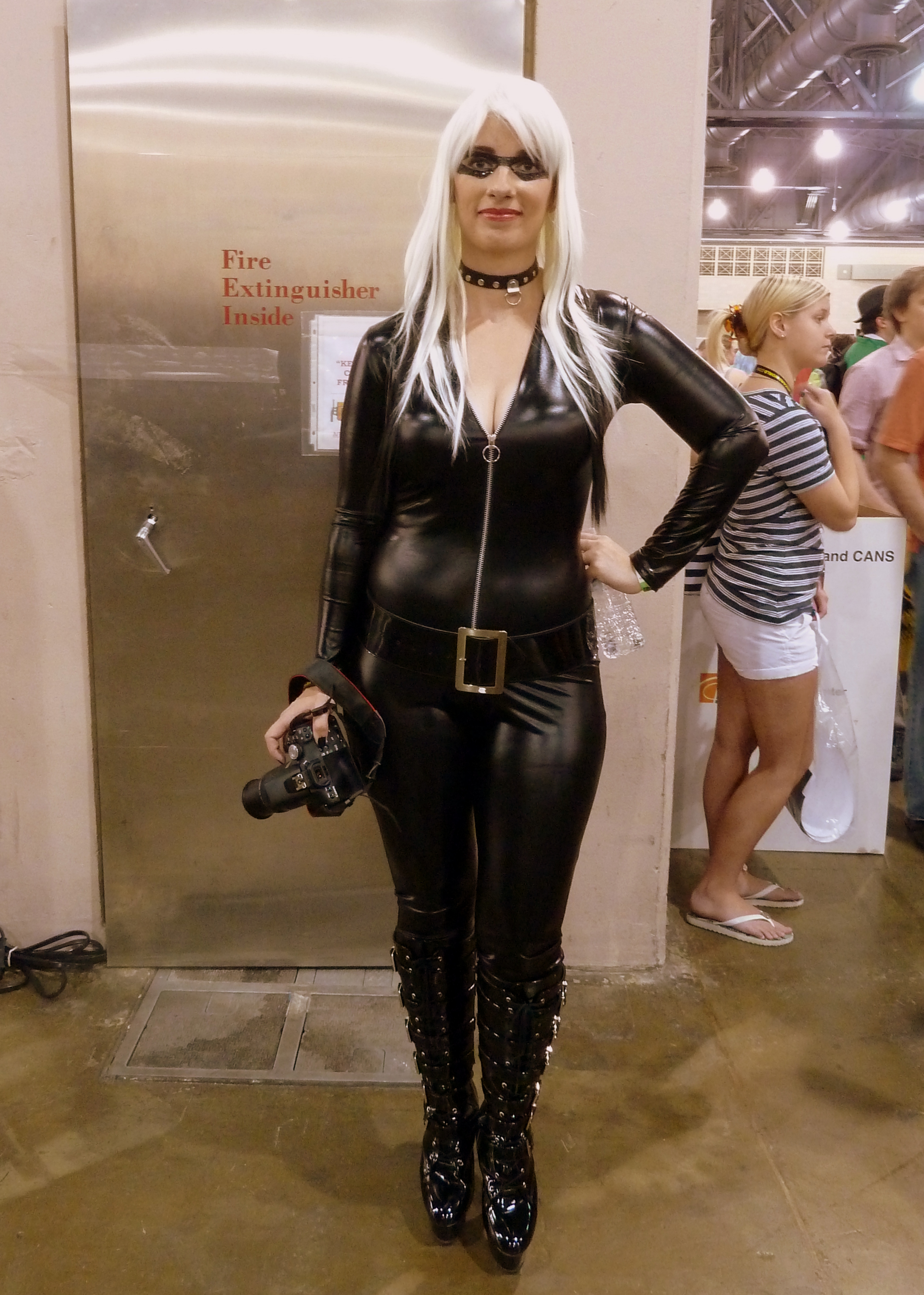
یک زن با پوشاک گربه‌ای سیاه در سال ۲۰۱۳

پوشاک گربه‌ای یا کَت‌سوت یا لباس گربه‌ای زنانه پوشاکی یک‌تکه و زنانه است که تنه و پاها و بیشتر بازوها را می‌پوشاند. این پوشاک زنانه معمولاً از مواد قابل کشش همانند گونه‌ای پارچه تولیدشده از لاستیک، نوعی پارچه ابریشمی، اسپندکس (پس از ۱۹۵۹ میلادی)، لاتکس عادی و مخمل ساخته می‌شوند. اگرچه ممکن است از مواد دارای کشسانی کمتری مانند چرم یا پی‌وی‌سی نیز در دوخت آنان استفاده کنند. لباس‌های گربه‌ای اغلب با زیپ در جلو یا پشت بسته می‌شوند. یک پوشاک گربه‌ای زنانه به عنوان لباس بیرون و گاه رویدادی در نظر گرفته می‌شود، اما معمولاً لباسی مناسب برای خیابان‌ها نبوده‌است.